# Divij Šaran
Divij Šaran (* 2. března 1986 Dillí) je indický profesionální tenista hrající levou rukou a deblový specialista. Ve své dosavadní kariéře na okruhu ATP Tour vyhrál pět deblových turnajů. Na challengerech ATP a okruhu ITF získal třicet pět titulů ve čtyřhře.
Na žebříčku ATP byl ve dvouhře nejvýše klasifikován v červenci 2007 na 438. místě a ve čtyřhře pak v červenci 2018 na 36. místě. Na juniorském deblovém žebříčku ITF mu nejvýše patřila 5. příčka v roce 2003. V juniorské kategorii si zahrál semifinále čtyřhry na French Open 2004.
V indickém daviscupovém týmu debutoval v roce 2012 baráží 1. skupiny zóny Asie a Oceánie proti Novému Zélandu, v němž vyhrál s Višnou Vardhanem čtyřhru po pětisetovém průběhu. Indové zvítězili 5:0 na zápasy. Do září 2022 v soutěži nastoupil ke třem mezistátním utkáním s bilancí 0–0 ve dvouhře a 3–0 ve čtyřhře.
V červenci 2019 se v Manchesteru oženil s britskou tenistkou Samanthou Murrayovou. Druhý obřad následoval v listopadu téhož roku v Novém Dillí.

## Tenisová kariéra
V rámci hlavních soutěží událostí okruhu ITF debutoval v srpnu 2002, když na turnaji v Dillí postoupil z kvalifikace. V úvodním kole dvouhry podlehl krajanu Mustafovi Ghousemu. Premiérový deblový titul na challengerech si odvezl z čínského Ning-pa během září 2011. V páru s Indem Karanem Rastogim ve finále přehráli Čecha Jana Hernycha s Estoncem Jürgenem Zoppem.
Na okruhu ATP World Tour debutoval čtyřhrou Aircel Chennai Open 2011 v Čennaí, do níž obdrželi s Višnou Vardhanem divokou kartou. V úvodním kole vypadli s italsko-srbskou dvojicí Simone Bolelli a Janko Tipsarević. Premiérový kariérní vyhraný zápas v této úrovni dosáhl v deblu Hall of Fame Tennis Championships 2013, turnaji konaném v rhodeislandském Newportu. Po boku Chorvata Iva Karloviće postoupili do semifinále, v němž podlehli Američanům Timu Smyczkovi s Rhynem Williamsem.
Premiérový titul na túře ATP vybojoval ve čtyřhře Claro Open Colombia 2013 v Bogotě. Se stabilním spoluhráčem Puravem Radžou ve finále zdolali francouzsko-nizozemský pár Édouard Roger-Vasselin a Igor Sijsling. Druhou trofej získal na mexickém Los Cabos Open 2016, kde opět s Radžou zvládli finálový duel proti izraelsko-britské formaci Jonatan Erlich a Ken Skupski. Třetí triumf přidal na antverpském European Open 2017, do něhož nastoupil po boku Američana Scotta Lipského. V závěrečném utkání soutěže porazili mexicko-chilskou dvojici Santiago González a Julio Peralta až v rozhodujícím supertiebreaku.
Debut v hlavní soutěži nejvyšší grandslamové kategorie zaznamenal v mužském deblu Wimbledonu 2013, když s Radžou prošli do hlavní soutěže z kvalifikace. V úvodním kole však ztratili vedení 2–0 na sety a odešli poraženi od americko-německé dvojice Nicholas Monroe a Simon Stadler.

## Finále na okruhu ATP Tour
| Legenda                   |                          |
| D – dvouhra; Č – čtyřhra  | D – dvouhra; Č – čtyřhra |
| ------------------------- | ------------------------ |
| Grand Slam (0)            |                          |
| Turnaj mistrů (0)         |                          |
| ATP Tour Masters 1000 (0) |                          |
| ATP Tour 500 (0)          |                          |
| ATP Tour 250 (5–2 Č)      |                          |

### Čtyřhra 7 (5–2)
| Stav      | č. | datum             | turnaj            | povrch    | spoluhráč         | soupeři ve finále                    | výsledek           |
| --------- | -- | ----------------- | ----------------- | --------- | ----------------- | ------------------------------------ | ------------------ |
| Vítěz     | 1. | 21. července 2013 | Bogotá, Kolumbie  | tvrdý     | Purav Radža       | Édouard Roger-Vasselin Igor Sijsling | 7–6(7–4), 7–6(7–3) |
| Vítěz     | 2. | 14. srpna 2016    | Los Cabos, Mexiko | tvrdý     | Purav Radža       | Jonatan Erlich Ken Skupski           | 7–6(7–4), 7–6(7–3) |
| Finalista | 1. | 8. ledna 2017     | Čennaí, Indie     | tvrdý     | Purav Radža       | Rohan Bopanna Džívan Nedunčežijan    | 3–6, 4–6           |
| Vítěz     | 3. | 22. října 2017    | Antverpy, Belgie  | tvrdý (h) | Scott Lipsky      | Santiago González Julio Peralta      | 6–4, 2–6, [10–5]   |
| Vítěz     | 4. | leden 2019        | Puné, Indie       | tvrdý     | Rohan Bopanna     | Luke Bambridge Jonny O'Mara          | 6–3, 6–4           |
| Finalista | 2. | květen 2019       | Mnichov, Německo  | antuka    | Marcelo Demoliner | Frederik Nielsen Tim Pütz            | 4–6, 2–6           |
| Vítěz     | 5. | září 2019         | Petrohrad, Rusko  | tvrdý (h) | Igor Zelenay      | Matteo Berrettini Simone Bolelli     | 6–3, 3–6, [10–8]   |

## Tituly na challengerech ATP
| Legenda            |
| ------------------ |
| Challengery (16 Č) |

### Čtyřhra (16 titulů)
| č.  | datum         | turnaj                         | povrch  | spoluhráč      | soupeři ve finále                          | výsledek                   |
| --- | ------------- | ------------------------------ | ------- | -------------- | ------------------------------------------ | -------------------------- |
| 1.  | září 2011     | Ning-po, Čína                  | tvrdý   | Karan Rastogi  | Jan Hernych Jürgen Zopp                    | 3–6, 7–6(7–3), [13–11]     |
| 2.  | květen 2012   | Pusan, Jižní Korea             | tvrdý   | Juki Bhambri   | Hsieh Cheng-peng Lee Hsin-han              | 1–6, 6–1, [10–5]           |
| 3.  | září 2012     | Bangkok, Thajsko               | tvrdý   | Višnu Vardhan  | Lee Hsin-han Peng Hsien-yin                | 6–3, 6–4                   |
| 4.  | březen 2013   | Kjóto, Japonsko                | koberec | Purav Radža    | Chris Guccione Matt Reid                   | 6–4, 7–5                   |
| 5.  | březen 2014   | Kjóto, Japonsko                | koberec | Purav Radža    | Sančai Ratiwatana Michael Venus            | 5–7, 7–6(7–3), [10–4]      |
| 6.  | září 2014     | Šanghaj, Čína                  | tvrdý   | Juki Bhambri   | Somdev Devvarman Sanam Singh               | 7–6(7–2), 6–7(4–7), [10–8] |
| 7.  | červenec 2015 | Recanati, Itálie               | tvrdý   | Ken Skupski    | Ilija Bozoljac Flavio Cipolla              | 4–6, 7–6(7–3), [10–6]      |
| 8.  | září 2015     | Izmir, Turecko                 | tvrdý   | Saketh Myneni  | Malek Džazírí Denys Molčanov               | 7–6(7–5), 4–6, [0–1]skreč  |
| 9.  | červen 2016   | Manchester, Spojené království | tráva   | Purav Radža    | Ken Skupski Neal Skupski                   | 6–3, 3–6, [11–9]           |
| 10. | červen 2016   | Surbiton, Spojené království   | tráva   | Purav Radža    | Ken Skupski Neal Skupski                   | 6–4, 7–6(7–3)              |
| 11. | červenec 2016 | Segovia, Španělsko             | tvrdý   | Purav Radža    | Quino Muñoz Akira Santillan                | 6–3, 4–6, [10–8]           |
| 12. | říjen 2016    | Puné, Indie                    | tvrdý   | Purav Radža    | Luca Margaroli Hugo Nys                    | 3–6, 6–3, [11–9]           |
| 13. | květen 2017   | Bordeaux, Francie              | antuka  | Purav Radža    | Santiago González Artem Sitak              | 6–4, 6–4                   |
| 14. | listopad 2017 | Bengalúrú, Indie               | tvrdý   | Michail Jelgin | Ivan Sabanov Matej Sabanov                 | 6–3, 6–0                   |
| 15. | leden 2018    | Canberra, Austrálie            | tvrdý   | Jonatan Erlich | Hans Podlipnik Castillo Andrej Vasilevskij | 7–6(7–1), 6–2              |
| 16. | září 2019     | Ťi-nan, Čína                   | tvrdý   | Matthew Ebden  | Nam Ji-sung Song Min-kyu                   | 7–6(7–4), 5–7, [10–3]      |